# بوریس ام. لوینسون
بوریس مایر لوینسون (انگلیسی: Boris Mayer Levinson) زادهٔ ۱ ژوئیه ۱۹۰۷ و مرگ به تاریخ ۲ آوریل ۱۹۸۴ م، یک روان‌شناس یهودی‌تبار آمریکایی بود. بسیاری وی را واسطه معرفی روش درمان به یاری حیوان به جهان نوین می‌دانند.

## درمان به یاری حیوان
در سال ۱۹۵۳م، لوینسون حین درمان یک کودک گوشه‌گیر متوجه حرف زدن کودک با سگش شد. با مشاهده گشودگی خاطر و دوستی کودک با سگ، امکان ایجاد ارتباط از طریق این دوستی با بیماران گوشه‌گیر به ذهن لوینسون خطور کرد. در سال ۱۹۶۱و، لوینسون افکار خود را در قالب مقاله ای تحریر کرد و سال بعد در یکی از مجلات نیمه تخصصی روان‌شناسی از سگ به عنوان درمانگر پیاده‌روی یاد کرد در ادامه وی نظرات خود را در جلسات
انجمن روان‌شناسی آمریکا به اشتراک گذاشت. واکنش انجمن همگون نبود. گروهی عقاید وی را به باد تمسخر گرفتند و گروهی دیگر به حمایتش برخاستند. بحث‌هایی که ازاین انجمن منشأ گرفت و گسترش یافت، خاستگاهی شد در ابداء و رواج یک روش درمانی جدید که درمان به یاری حیوان نام گرفته‌است.